# Impatiens borneensis
Impatiens borneensis är en balsaminväxtart som beskrevs av Friedrich Anton Wilhelm Miquel. Impatiens borneensis ingår i släktet balsaminer, och familjen balsaminväxter. Inga underarter finns listade i Catalogue of Life.